# Adelogenys braunsii
Adelogenys braunsii är en tvåvingeart som beskrevs av Hesse 1938. Adelogenys braunsii ingår i släktet Adelogenys och familjen svävflugor. Inga underarter finns listade i Catalogue of Life.